# Rashid Bakr (músico)
Rashid Bakr (nacido como Charles Downs el 3 de octubre de 1943) es un baterista de free jazz estadounidense. 

## Carrera
Durante la década de 1970, estuvo activo en la escena del jazz loft de la ciudad de Nueva York, actuando en lugares como Ali's Alley de Rashied Ali y Studio Rivbea de Sam Rivers. Fue miembro del Ensemble Muntu con Jemeel Moondoc, entre otros.
En 1976, Bakr actuó en una producción de A Rat's Mass de Adrienne Kennedy dirigida por Cecil Taylor en La MaMa Experimental Theatre Club en el East Village de Manhattan. Los músicos Jimmy Lyons, Andy Bey, Karen Borca, David S. Ware y Raphe Malik también actuaron en la producción. La producción de Taylor combinó el guion original con un coro de voces orquestadas utilizadas como instrumentos. Bakr continuó actuando con Taylor en la década de 1980, apareciendo en sus álbumes The Eighth y Winged Serpent (Sliding Quadrants).
Bakr es miembro de Other Dimensions in Music con Roy Campbell, Daniel Carter y William Parker.

## Discografía

### Como líder o colíder
- Seeing New York From the Ear (Cadence, 1996) con Frode Gjerstad y William Parker
- Cooler Suite (GROB, 2003) con Thomas Borgmann, Peter Brötzmann y William Parker

Con el Flow Trio (Louis Belogenis, Joe Morris, Bakr aparece como Charles Downs)
- Rejuvenation (ESP-Disk, 2009)
- Set Theory: Live At The Stone (Ayler Records, 2011)
- Winter Garden (ESP-Disk, 2021) con Joe McPhee

### Como acompañante
Con Billy Bang
- New York Collage (Anima, 1978)
- Black Man's Blues (NoBusiness, 2011)

Con John Bickerton
- Open Music (CIMP, 2000)
- Shadow Boxes (Leo Lab, 2000)

Con Arthur Doyle
- Live At the Alterknit (Qbico, 2008)

Con Frode Gjerstad
- A Sound Sight (Ayler, 2007)

Con Sabir Mateen
- The Sabir Mateen Jubilee Ensemble (Not Two, 2013)

Con Joe McPhee
- Ticonderoga (Clean Feed, 2015)

Con Jemeel Moondoc
- First Feeding (Muntu, 1977)
- The Evening of the Blue Men (Muntu, 1979)
- New York Live! (Cadence Jazz, 1981)
- The Intrepid Live in Poland (Poljazz, 1981)
- Muntu Recordings (NoBusiness, 2009)

Con Ras Moshe
- Transcendence (KMB, 2007)

Con Other Dimensions in Music
- Other Dimensions In Music (Silkheart, 1990)
- Now! (AUM Fidelity, 1998)
- Time Is of the Essence Is Beyond Time (AUM Fidelity, 2000)
- Kaiso Stories (Silkheart, 2011)

Con William Parker
- Centering. Unreleased Early Recordings 1976–1987 (NoBusiness, 2012)

Con Jamie Saft
- Atlas (Veal, 2020)
- Mountains (Veal, 2020)

Con Glenn Spearman
- First and Last (Eremite, 1999)

Con Cecil Taylor
- The Eighth (Hat Hut, 1986)
- Winged Serpent (Sliding Quadrants) (Soul Note, 1985)
- Always a Pleasure (FMP, 1996)